# Tintin et les oranges bleues
Tintin et les oranges bleues, no original em francês, e El misterio de las naranjas azules, no original em espanhol (Tintim e as laranjas azuis, em português) é um filme franco-espanhol de 1964, dirigido por Philippe Condroyer.
Foi o segundo filme live-action baseado nas séries de banda desenhada franco-belga As Aventuras de Tintim, escritas e desenhadas pelo artista belga Hergé.
Tintim foi interpretado por Jean-Pierre Talbot, que também atuou como Tintim em Tintin et le mystère de la Toison d'Or.

## Sinopse
Tintim e o Capitão Haddock estão a procura do Professor Girassol, raptado após descobrir as laranjas azuis.

## Elenco
- Jean Bouise .... Capitão Haddock
- Jean-Pierre Talbot .... Tintim
- Félix Fernández .... Professor Girassol
- Jenny Orléans .... Bianca Castafiore
- Ángel Álvarez .... Professor Zalamea
- Max Elloy .... Nestor
- Franky François .... Dupond
- André Marié .... Dupont
- Pedro Mari Sánchez .... Pablito
- Salvador Beguería .... Francesito